# Першинская-1
Першинская-1 — деревня в Тарногском районе Вологодской области.
Входит в состав Верховского сельского поселения, с точки зрения административно-территориального деления — в Верховский сельсовет.
Расстояние по автодороге до районного центра Тарногского Городка — 49 км, до центра муниципального образования Верховского Погоста — 8 км. Ближайшие населённые пункты — Доронинская, Наумовская, Баранская.
По переписи 2002 года население — 73 человека (29 мужчин, 44 женщины). Преобладающая национальность — русские (99 %).